# Éric Descombes
Éric Descombes (25 giugno 1971) è un allenatore di calcio ed ex calciatore mauritano, di ruolo difensore.

## Carriera
Ha giocato nel campionato statunitense e una stagione in Inghilterra.